# 리키니우스
리키니우스(Gaius Valerius Licinianus Licinius, 263년 - 325년)는 로마의 황제(재위 : 308년 - 324년)이다. 재위 당시 콘스탄티누스 1세와 함께 로마제국에서 기독교를 공인한 밀라노 칙령을 선포했다.
324년 크리스폴리스 전투에서 대패하는 등 로마의 패권을 두고 콘스탄티누스 1세와 벌인 전쟁에서 패한 후 테살로니키에 감금되었다. 325년 반란을 꾀한다는 의심을 받고 처형되었다.